# Hydropsyche kinzelbachi
Hydropsyche kinzelbachi là một loài Trichoptera trong họ Hydropsychidae. Chúng phân bố ở miền Cổ bắc.